# Мелентије Харковски
Архиепископ Мелетије харковски (рођ. Михаил Иванович Леонтович; 6. [17] новембар 1784, село Старе Санжари, Руско царство — 29. фебруар [12. март 1840, Харков) — епископ Руске православне цркве, архиепископ харковски и ахтирски.
Светитељ Руске православне цркве, поштован у чину светитеља, помен 12 (25) фебруара и 29 фебруара (13. марта) (28. фебруара (13. марта) у непреступној години) - дан упокојења.

## Биографија

### Образовање
Рођен 6 (17) новембра 1784. године у селу Старе Санжари, Полтавска губернија. Потиче из свештеничке породице. Од своје четврте године учио је у очевој кући читајући црквене и друге књиге, учио књижњвносат и основе руске и латинске граматике.
2. септембра 1794. године ступио је у Полтавску парохијску школу, коју је успешно завршио са дванаест година. Наставио је студије у Екатеринославској Бурси, где је био један од најбољих ученика и добио је признање за заслуге. У септембру 1799. Михаил је премештен у Јекатеринославску богословију, коју је завршио 1808. године. Као најбољи ђак упућен је на Петроградску духовну академију, коју је дипломирао августа 1814. године у првој категорији са звањем магистра. Два месеца након дипломирања постављен је за секретара богословије и професора грчког језика. У то време се спремао да се замонаши.
Он је 7. јануара 1816. поднео је молбу академским властима у вези са својом намером да се замонаши, али молба је одбијена и Михаил је 30. јула 1817. године премештен у установљену Кијевску богословију на место инспектора и професора црквене историје и грчког језика. 27. октобра 1817. године отворена је Кијевска богословија, чији је инспектор постао Михаил Леонтович.

### Монаштво
У братском манастиру Кијевске богословске академије 11 (23) фебруара 1820. године пострижен је у монаштво од митрополита Евгенија на дан сећања на светог Мелетија Антиохијског, чије је име је примио при постригу. Мелетије је 22. фебруара (5. марта) 1820. године хиротонисан у чин јерођакона, а 2 дана касније у чин јеромонаха.
Мелетије је 9 (21) августа 1821. године постављен на место ректора Могиљовске богословије и ректора Кутеинског манастира код Орше, где је и рукоположен у архимандрита.
У августу 1823. Мелетије је премештен на место ректора Псковске богословије. Године 1824. вратио се у Кијев као ректор академије.

### Епископија
Мелетије је 21. новембра (3. децембра) 1826. године уздигнут у чин Епископа Чигиринског, викара Кијевске епархије и настојатеља Кијевског Златно-Михајловског манастира.
21. априла (3. маја) 1828. године премештен је у Пермско одељење. Током свог епископата у Перму, написао је „Јавни катихизис“ за припрему кандидата за свештенство, а такође је започео широку мисионарску делатност међу староверцима. У пролеће 1829. Мелетије је обишао своју епархију, служећи у парохијским црквама.
Мелетије је 18. јула 1831. премештен у Иркутску епархију и уздигнут у чин архиепископа. Овде се бавио проповедништвом и мисионарским активностима.
Мелетије је 22. јуна (4. јула) 1835. године због лошег здравља премештен на Слободанско-украјинско одељење. 9 (21) новембра 1835. стигао је у Харков. Његова епархија је 5. фебруара 1836. преименована у Харковско-Ахтирску.
Године 1839. Мелетије се тешко разболео. Дана 6 (18) децембра 1839. године, на имендан цара Николаја, не обазирући се на његову болест, архиепископ Мелетије је служио литургију и због лошег времена се још више разболео. 29. фебруара (12. марта) 1840. упокојио се архиепископ Мелетије.
Сахрањен 5 (17) марта 1840. године у гробу Покровског манастира.
3 (15) децембра 1875. године избио је пожар у Покровској цркви, све је изгорело, али ватра није дотакла Мелетијев ковчег. Године 1948. мошти светог Мелетија пренете су у Благовештенски сабор у Харкову, где се тренутно налазе у левој Варваринској капели, близу зида код певнице.

### Канонизација
Питање канонизације Светог Мелетија је први пут покренуто 1918. године у Кијеву на Свеукрајинском црквеном сабору, али није завршено.
Архиепископ Мелетије је 21. фебруара 1978. године одлуком Светог Синода Руске Православне Цркве канонизован за општецрквено поштовање. То се догодило захваљујући делатности архиепископа харковског Никодима (Руснака).
Службу и акатист светитељу саставио је архиепископ харковски Никодим (Руснак), а приредио митрополит Никодим (Ротов).